# Waldo Karpenkiel
Waldemar „Waldo“ Karpenkiel (* 8. Februar 1948 in Rinteln) ist ein deutscher Percussionist und Schlagzeuger aus Krefeld. Seine bekanntesten Bands sind Kollektiv und Supersession.

## Wirken
Karpenkiel wurde im niedersächsischen Rinteln geboren und wuchs in Stadthagen auf. Karpenkiels musikalische Laufbahn begann schließlich im Rheinland, wo er 1964, unter anderem gemeinsam mit seinem Zwillingsbruder Jürgen (genannt "Jogi") die Beatband "The Generals" gründete. Während sein Bruder den Bass spielte, setzte sich Waldo ans Schlagzeug. Damals noch Autodidakt nahm er Unterricht bei internationalen Lehrern wie Cees See, Peter Giger und Tony Inzalaco. Zwischenzeitlich hatte sich Jogi Karpenkiel den Phantoms, einer Krefelder Vorgängerband von Kraftwerk um Ralf Hütter, angeschlossen.

### Kollektiv (1970–1978, 1988)
1970 gründeten Waldo und Jogi Karpenkiel, inzwischen in Krefeld beheimatet, gemeinsam mit Jürgen Havix und Klaus Dapper das Projekt Kollektiv. Die Band gilt als eine der ersten deutschen Krautrock-Bands und experimentierte mit selbstgebauten Effektgeräten, elektrisch verstärkten Zithern und ausgedehnten Improvisationen. Über ihr Debütalbum Kollektiv berichtete die Musikzeitschrift Sounds 1973:

„Es sind freundliche, sehr durchsichtig aufgebaute Melodien. In "Pressluft" zum Beispiel schabt eine gepreßte Gitarre monotone, ewig gleiche Mikrofiguren, darüber werden einfache Improvisationen gelegt. Variationen erzielt die Gruppe entweder durch Tempowechsel oder durch Stiländerungen: Ein Thema, das eben rockmäßig gespielt wurde, wird gleich darauf in einem schleppenden Blues-Stil gebracht. Streckenweise erinnert Kollektiv an Kraftwerk.“

Die Schallplatte erhielt eine Nominierung für den Deutschen Schallplattenpreis 1973. Sie wird (wie ihre Nachfolgerinnen) bis heute international rezipiert. Es folgten zahlreiche Tourneen (häufig u. a. mit Sweet Smoke und Kraan) und weitere Tonträger, die dem experimentellen Jazz- sowie Krautrock zuzuordnen sind, mit wechselnden Gastmusikern. 1975 stiegen sein Bruder Jogi (fortan bei Guru Guru) sowie Havix aus der Band aus. Jochen Schrumpf und Detlef Wiederhöft stiegen ein. Diese Formation bestand bis 1978. Zehn Jahre später entstand in neuer Formation ein gemeinsames Kollektiv-Album mit dem schwedischen Jazz-Bassisten Jonas Hellborg.

### Supersession (1979–1987), Too Funky (seit 2014)
1979 folgt das von ihm gegründete Projekt Supersession, eine Live-Session-Band bestehend aus fünf Bläsern, zwei Percussionisten, zwei Keyboards sowie Gitarre, Bass und Schlagzeug. Drei Alben entstehen, Live-Tourneen und TV-Auftritte (u. a. bei "Lieder und Leute") werden absolviert. Mitglieder von Supersession waren unter anderem Meinhard Puhl (Bass), Christian Brockmeier (Keyboard), Tommy Goldschmidt (Percussion), Reiner Winterschladen (Trompete) und Wolf Escher (Trompete). Insgesamt spielten im Laufe der Jahre über sechzig verschiedene Musiker aus aller Welt bei Supersession, den Gesang etwa übernahmen zeitweise der amerikanische Sänger Wayne Bartlett oder der deutsche Soulsänger Jeff Cascaro. Für ihre Langspielplatten erhielten Supersession positive Kritiken aus dem In- und Ausland, 1987 folgte das letzte offizielle Konzert. 2011 gab es eine kurzzeitige Reunion im Jazzclub Domicil in Dortmund. Seit 2014 existiert das Bandprojekt "Too Funky", das neben Karpenkiel unter anderem mit Klaus Dapper und Jürgen Magdziak aus zwei alten Supersession-Weggefährten besteht und live auch Supersession-Songs spielt. Zur Band gehören oder gehörten außerdem Andreas Hammen, Sebastian Dörries, Bolle Diekmann und Henning Nierstenhöfer.

### Weitere Bandprojekte
Waldo Karpenkiel ist als Percussionist und Schlagzeuger an diversen weiteren Tonträgern beteiligt, unter anderem bei Alben von Gert Haucke und Henning Venske, Bröselmaschine (gemeinsam mit Helge Schneider), Glatter Wahnsinn oder Marie Deutschland. Insgesamt hat Karpenkiel an über einhundert Schallplatten- und CD-Produktionen mitgewirkt, dazu zu einigen Theaterstücken, Kunstausstellungen und Tanzperformances Musik beigetragen. Viele Performances liefen unter dem Projektnamen "Drummerturgie", einem seit Beginn der 1990er-Jahre in wechselnder Besetzung aktiven Percussionisten-Quartett um Karpenkiel, dem derzeit neben ihm Igor Krasovsky, Christoph Haberer und Michael Peters-Thöne angehören. Darüber hinaus besteht unter dem Namen Die schlechteste Band der Welt, ein Projekt um Karpenkiel, Jochen Contzen und Georg Mahr, bei dem das Trio Schlager- und Rockklassiker interpretiert.

### Regionales Engagement
Um die regionale Kulturlandschaft hat sich Karpenkiel ebenso verdient gemacht. Er ist Gründungsmitglied der Vereine "Neue Musik Krefeld e.V." sowie der bis heute bestehenden "Krefelder Musiker Initiative" und ist Co-Autor der Bücher "Wer beatet mehr?" und "Krefeld rockt die Siebziger" (beide erschienen im Leporello-Verlag), in denen die Krefelder Musikszene in den 1960er- bzw. 1970er-Jahren beleuchtet werden. Zum Buch "50 Jahre Jazzkeller Krefeld" anlässlich des Jubiläums des Jazzkellers (2008), dem viertältesten Jazzclub Deutschlands, hat er einen Gastbeitrag verfasst. Auch dieses Werk ist im Leporello-Verlag erschienen. Sein Geburtstag wird seit einigen Jahren regelmäßig mit einer mehrstündigen Live-Session verschiedenster Krefelder Musiker und Bands in der Kneipe "Blauen Engel" gefeiert.

### Sonstiges
Seit den 1980er-Jahren arbeitet Karpenkiel zusätzlich als Schlagzeug- und Percussionlehrer an verschiedenen Einrichtungen wie etwa der Musikschule Dortmund, der Akademie Remscheid, der VHS Duisburg oder dem Werkhaus e.V. Krefeld. Zuletzt trug er im Winter 2017 einen Song zum Sampler "Music Made in Krefeld" bei, auf dem insgesamt 23 Krefelder Musiker und Bands wie Fog Joggers, Horst Hansen Trio und Björn Gögge zu finden sind.

## Veröffentlichungen (Auswahl)

### Diskografie
als Solo-Musiker:
- 2017: Music Made in Krefeld (Sampler-Beitrag)

mit Kollektiv:
- 1973: Kollektiv
- 1973: German Rock Scene
- 1973: SWF-Sessions Volume 5
- 1973: German Rock Scene (Sampler-Beitrag)
- 1974: Krautrock
- 1988: Kollektiv Featuring Jonas Hellborg (mit Jonas Hellborg)
- 1989: Musik In Duisburg Folge 2 – Rock & Jazz (Sampler-Beitrag)
- 1990: ITM On Acid (Sampler-Beitrag)
- 2005: Live 1973 (Live-Bootleg)
- 2007: Krautrockmusic for your Brain Vol. 2 (Sampler-Beitrag)
- 2010: Deutsche Elektronische Musik 1972–1983 (Sampler-Beitrag)

mit Supersession:
- 1980: Tournee
- 1982: Welcome And Alive
- 1984: Supersession Featuring Wayne Bartlett (mit Wayne Barlett)

mit Bröselmaschine:
- 1978: I Feel Fine

mit Katamaran:
- 1978: Café Florian

mit Die Gruppe Impulse:
- 1978: Ich Will Euch Zukunft Und Hoffnung Geben
- 1978: Weiter-Sagen
- 1978: Alle Knospen Springen Auf
- 1980: Das Gibt's Bei Uns Zu Hause Nicht
- 1982: Biblische Spiellieder Zum Misereor-Hungertuch Aus Haiti

mit Gert Haucke & Henning Venske:
- 1979: Papa, Charly Hat Gesagt...

mit Glatter Wahnsinn:
- 1980: Glatter Wahnsinn

mit Marie Deutschland:
- 1984: Frau Trude

mit Rolf Lebeda & His Rock'N Rolf Band:
- 1987: Live In Düsseldorf

mit Tchalo:
- 1990: Tchalo

mit Teddy Technik und die Effekthascher:
- 1992: Teddyllac

mit The Karpenkiels:
- 2002: Radio Mali

mit Teddy und die Fremden:
- 2005: Every Day Rock ’n’ Roll

### Als Autor
- Wolfgang Hellfeier, Waldo Karpenkiel, Ulrich Pudelko: Wer beatet mehr? Leporello, 2006, ISBN 978-3-936783-14-8.
- Günter Holthoff, Mojo Mendiola: 50 Jahre Jazzkeller. Leporello, 2008, ISBN 978-3-936783-29-2.
- Wolfgang Hellfeier, Waldo Karpenkiel, Ulrich Pudelko: Krefeld rockt die Siebziger: Die Live-Musikszene der 1970er Jahre in Krefeld. Leporello, 2010, ISBN 978-3-936783-43-8.